# Măgura (okręg Bihor)
Măgura – wieś w Rumunii, w okręgu Bihor, w gminie Pietroasa. W 2011 roku liczyła 310 mieszkańców.